# ロレンツォ・デ・トンティ
ロレンツォ・デ・トンティ（Lorenzo de Tonti、1602年頃-1684年頃）はイタリア・ガエータの知事、ナポリの銀行家。彼は時折、生命保険の型の一つであるトンチンの発明について高く評価されているが、これは彼が既存の保険商品に修正を加えただけとも示唆されている。
1650年頃、彼とその妻、イザベル・ディ・リエットは、将来探検家となる長男アンリ・デ・トンティをもうけた。その後間もなく、トンティはナポリでスペインの副王に対する反乱に巻き込まれたため、フランスで政治亡命を求めなければならなかった。パリで、一家は後にミシガン州デトロイト設立に寄与することになる次男アルフォンス・デ・トンティをもうけた。
理由については不明だが、ルイ14世は彼を1668年から1675年までの間、バスティーユ牢獄に収容した。1684年頃、彼はひっそりと亡くなった、死因は不明。